# Туристско-рекреационная зона
Тури́стско-рекреацио́нная зо́на (ТРЗ) — вид особой экономической зоны, создаваемой для развития и оказания услуг в сфере туризма и рекреации.
Целями создания туристско-рекреационных зон являются: повышение конкурентоспособности туристской деятельности, развитие лечебно-оздоровительных курортов, развитие деятельности по организации лечения и профилактике заболеваний. В туристско-рекреационных зонах может осуществляться разработка месторождений минеральных вод, лечебных грязей и других природных лечебных ресурсов.
Законы о туристско-рекреационных зонах были приняты 19 мая 2006 года Государственной Думой России. Создание туристско-рекреационных зон способствует обеспечению благоприятного инвестиционного климата в России, появлению конкурентоспособного туристского продукта, переводу индустрии отдыха и путешествий на инновационный путь развития.

## Особенности туристско-рекреационных зон
Туристско-рекреационные зоны имеют отличия от особых экономических зон другого типа:
- могут создаваться на одном или нескольких участках территории муниципальных образований.
- на момент их создания на них могут располагаться земельные участки, находящиеся в пользовании граждан и юридических лиц.
- в туристско-рекреационных зонах могут быть расположены объекты инфраструктуры, жилого фонда и иные объекты, находящиеся в различных формах собственности, включая частную.
- земельные участки могут относиться к землям особо охраняемых территорий.

## Туристско-рекреационные зоны в России
- в Краснодарском крае — Постановление Правительства России от 3 февраля 2007 г. N 70 (отменено в 2010 году[1])
- в Ставропольском крае — Постановление Правительства России от 3 февраля 2007 г. N 71
- «Ворота Байкала» в Иркутской области — Постановление Правительства России от 3 февраля 2007 г. N 72
- «Байкальская гавань» в Республике Бурятия — Постановление Правительства России от 3 февраля 2007 г. N 68
- «Алтайская долина» в Республике Алтай — Постановление Правительства России от 3 февраля 2007 г. N 67
- «Бирюзовая Катунь» в Алтайском крае — Постановление Правительства России от 3 февраля 2007 г. N 69
- «Куршская коса» в Калининградской области — Постановление Правительства России от 3 февраля 2007 г. N 73 (отменено в декабре 2012 года[2])
- «Остров Русский» в Приморском крае — Постановление Правительства РФ от 31 марта 2010 г. № 201 (отменено в 2016 году[3]).
- «Ведучи» в Чеченской республике — Постановлением Правительства Российской Федерации от 03.10.2013 N 865. Впоследствии была включена вместе с территорией Ставропольского края в туристический кластер в Северо-Кавказском федеральном округе, Краснодарском крае и республике Адыгея.
- «Мамисон» в Северной Осетии — Постановление Правительства Российской Федерации от 25.09.2019 № 1248.